# 糾纏熵
一個由A部分和B部分組成的量子力學的系統，A與B之間可能存在某種遠距離的相關性，即使A與B之間並不存在交互作用力，這種關聯仍然存在，而且A部分和B部分的空間距離可以很遠，這種概念稱為糾纏。糾纏的強弱程度常利用糾纏熵來定量分析。事實上，糾纏的概念並不侷限只把系統分成兩個部分，但是多個部份的糾纏強弱在定量分析上遭遇許多困難，目前仍是物理學家研究的課題之一。常見的糾纏熵都是定義在一個由A部分和B部分組成的純態系統，例如：冯诺依曼熵、倫伊熵。

## 冯诺依曼熵
冯诺依曼熵(von Neumann entropy)是吉布斯熵的直接推廣，約翰·馮·諾伊曼首次用來量化分析一個量子系統的熵。定義是
{\displaystyle S(\rho _{A})=-\mathrm {tr} (\rho _{A}\ln \rho _{A})}
其中 {\displaystyle \rho _{A}}是子系统 A 的约化密度矩阵。

## 倫伊熵
倫伊熵是以匈牙利數學家倫伊·阿爾弗雷德（Alfréd Rényi）命名。倫伊熵(Rényi entropy)的定義是
{\displaystyle S_{\alpha }(\rho _{A})={\frac {1}{1-\alpha }}\log \left(\rho _{A}^{\alpha }\right)}
其中{\displaystyle \alpha \geq 0}是非負實數。倫伊熵可視為馮諾伊曼熵的一種推廣。當取極限{\displaystyle \alpha \to 1}時，倫伊熵就是馮諾伊曼熵。 